# Belle Plain
Belle Plain es una localidad de Santa Lucía que forma parte del distrito de Soufrière.